# Vince Spadea
Vincent Spadea (Chicago, 19 luglio 1974) è un ex tennista statunitense.

## Carriera
Nel 1992 da Junior vince l'Orange Bowl superando l'argentino Gastón Etlis. Nei tornei del Grande Slam raggiunge come miglior risultato i quarti di finale agli Australian Open 1999 dove, dopo aver eliminato sulla sua strada la testa di serie numero 5 Andre Agassi viene sconfitto da Tommy Haas.
In singolare raggiunge cinque finali vincendone solo una, a Scottsdale nel 2004. Nel doppio ottiene 5 finali con tre vittorie.

Rappresenta gli Stati Uniti per due Olimpiadi consecutive ma ottiene al massimo un secondo turno ad Atene 2004. In Coppa Davis gioca un unico match nel 2000 ma ne esce sconfitto.

## Statistiche

### Singolare

#### Vittorie (1)
| Numero | Data          | Torneo                          | Superficie | Avversario in finale | Punteggio        |
| 1.     | 1º marzo 2004 | Tennis Channel Open, Scottsdale | Cemento    | Nicolas Kiefer       | 7-5, 6(5)–7, 6-3 |

#### Finali perse (4)
| Numero | Data              | Torneo                                                        | Superficie  | Avversario in finale | Punteggio        |
| 1.     | 24 maggio 1998    | Internationaler Raiffeisen Grand Prix, St. Pölten             | Terra rossa | Marcelo Ríos         | 6-2, 6-0         |
| 2.     | 22 agosto 1999    | Indianapolis Tennis Championships, Indianapolis               | Cemento     | Nicolás Lapentti     | 4-6, 6-4, 6-4    |
| 3.     | 20 settembre 2004 | Delray Beach International Tennis Championships, Delray Beach | Cemento     | Ricardo Mello        | 7–6(2), 6-3      |
| 4.     | 10 luglio 2005    | Hall of Fame Tennis Championships, Newport                    | Erba        | Greg Rusedski        | 7–6(3), 2-6, 6-4 |